# Prakšice
Prakšice település Csehországban, a Uherské Hradiště-i járásban. Prakšice Pašovice, Nedachlebice, Uherský Brod, Částkov és Drslavice településekkel határos. Lakosainak száma 1011 fő (2024. január 1.).

## Népesség
A település lakosságának változását az alábbi diagram mutatja:
| Lakosok száma | 662  | 887  | 903  | 1063 | 967  | 970  | 1028 | 1035 | 990  | 1011 |
|               | 1869 | 1900 | 1921 | 1961 | 1980 | 2011 | 2016 | 2019 | 2021 | 2024 |